# Commission internationale de stratigraphie
Pour les articles homonymes, voir ICS.
La Commission internationale de stratigraphie (ICS, pour International Commission on Stratigraphy) coordonne les activités stratigraphiques au sein de l’Union internationale des sciences géologiques, dont elle est le plus gros corps scientifique.
Un de ses principaux objectifs est l'établissement d'une échelle des temps géologiques standardisée, ce qui suppose la coordination d'un débat international ouvert, notamment entre les paléontologues. L'ICS édite régulièrement l'International Chronostratigraphic Chart (« Charte chronostratigraphique internationale »), en anglais, ainsi que des versions traduites de la charte, lorsqu'elles sont fournies à la commission (certaines éditions n'ont ainsi pas été traduites dans certaines langues).